# 櫻田佳恵
櫻田 佳恵（さくらだ よしえ、1984年6月5日 - ）は、静岡県静岡市清水区出身の元バスケットボール選手である。

## 経歴
- 三保シーガルズ→常葉学園中→常葉学園高→筑波大学を経て、トヨタ自動車　アンテロープス→クラブチーム・Waioliに所属(※所属は2012年3月現在)。

## 人物
- 小学校の時「三保シーガルズ」に入っていた影響でミニバスケットボールを始める。そのとき同じバスケットチームにいた三浦歩惟と出会うこととなる。
- 常葉学園中学校に三浦歩惟とともに進学。同じく小学校時代ライバルチームに所属していた山田未来と同級生となる。1年生のときに県大会準優勝。2年生のときに全国中学体育大会準優勝。3年生のときに全国中学体育大会でベスト8となる。ちなみに、三浦とは同じ寮生となった。
- 常葉学園高等学校には三浦・山田と3人で進学。同バスケットボール部を引っ張った。
- 2002年、3年生のときに各種全国大会に出場。 女王・桜花学園を東海地区予選決勝で連続撃破したうえで、「全国高等学校総合体育大会バスケットボール競技大会（インターハイ）」「よさこい高知国体(少年の部)」「全国高等学校バスケットボール選抜優勝大会（ウインターカップ）」の3冠を達成し、悲願の全国制覇を常葉学園にもたらした。（いずれも初優勝）
- 2003年、筑波大学入学、同時にバスケットボール部に所属。その後筑波大学は、2004年インカレ優勝、2005年第55回関東女子学生バスケットボールリーグ優勝、2006年第23回日本女子学生選抜大会で優勝しているが、それらに主要メンバーとして活躍している。4年生の時の日本女子学生選抜大会では最優秀選手に選ばれた。同期に近藤啓子（三菱電機コアラーズ所属）らがいる。
- 2007年、トヨタ自動車入社、バスケットボール部に所属。現在に至る。ちなみに入社のきっかけは、小学校から高校まで一緒にプレーしていた三浦ともう一度、一緒にプレーをしたかったから。（また、櫻田がトヨタから勧誘を受けていた時に三浦が口説いたともされる）
- 2007-08シーズンのWリーグ新人賞を受賞。
- 2009年　ウィリアム・ジョーンズカップで初の日本代表に選ばれる。
- 2010年　世界選手権日本代表最終メンバーにも選ばれる。
- 2011年　トヨタ退社・引退。常葉学園高等学校OGを中心とした静岡県クラブチーム・Waioliに入部。
- 2012年　第38回全日本クラブ選手権にて3位入賞